# Gefechte bei Bamberg und Forchheim
1792

Porrentruy – Marquain – Quiévrain – Verdun – Thionville – Valmy – Lille – Mainz (1792) – Jemappes
1793

Aldenhoven I – Namur – Neerwinden – Mainz (1793) – Famars – Valenciennes (1793) – Arlon (1793) – Hondschoote – Meribel – Avesnes-le-Sec – Pirmasens – Toulon – Fontenay-le-Comte – Cholet – Lucon – Trouillas – Dünkirchen – Le Quesnoy – Menin I – Wattignies – Weißenburg I – Biesingen – Kaiserslautern I – Weißenburg II
1794

Boulou – Landrecis – Menin II – Mouscron – Martinique – Guadeloupe – Tourcoing – Tournai – Kaiserslautern II – San-Lorenzo de la Muga – 13. Prairial – Fleurus – Kaiserslautern III – Vosges – Aldenhoven II
1795

Cornwallis’ Rückzug – Genua – Groix – Hyeres – Handschuhsheim – Mainz (1795) – Mannheim – Loano
1796

Montenotte – Millesimo – Dego – Mondovì – Lodi – Borghetto – Castiglione – Mantua – Siegburg – Altenkirchen – Wetzlar – Kircheib – Kehl – Kalteiche – Friedberg  – Malsch – Neresheim – Sulzbach – Deining – Amberg – Würzburg – Neufundland – Rovereto – Bassano – Limburg – Biberach I – Emmendingen – Schliengen – Caldiero – Arcole – Irland
1797

Fall von Kehl – Rivoli (1797) – St. Vincent – Diersheim – Santa Cruz – Neuwied – Camperduin
Bei den Gefechten bei Bamberg und Forchheim, vom 4. bis 7. August 1796, handelte es sich um Rückzugsgefechte der österreichischen Armee unter dem Feldzeugmeister Wilhelm Graf von Wartensleben. Die beiden Angriffe wurden von der französischen Armée de Sambre-et-Meuse unter dem Oberbefehl von General Jourdan während seiner zweiten Invasion Deutschlands im Ersten Koalitionskrieg vorgetragen.

## Hintergrund
Die Einheiten der Österreicher wurden entlang des Mains angegriffen und im Juli von der Reichsstadt Frankfurt bis zunächst ins Hochstift Bamberg verfolgt und aufgrund des weiteren Verlaufs weiter bis in die Oberpfalz abgedrängt.

## Gefecht von Bamberg
Getrieben vom Eifer, die Stadt Bamberg als erste zu nehmen, trafen die verfolgenden Vorhutdivisionen der Generäle Grenier und Championnet am 4. August überraschend auf eine zahlenmäßig überlegene Nachhut der österreichischen Armee bei Bamberg. Die Hauptarmee der Österreicher verlegte zu diesem Zeitpunkt bereits nach dem kleinen Ort Altendorf im Süden. Nur das Eintreffen der französischen Hauptstreitmacht konnte verhindern, dass die beiden französischen Divisionen aufgerieben wurden, dennoch erlitten die Franzosen vor der Einnahme Bambergs schwere Verluste. Nach dem Gefecht setzte sich die österreichische Nachhut weiter entlang der Regnitz bis auf Höhe der Aisch ab und ging bei Altendorf gemeinsam mit den dortigen Einheiten in eine defensive Position.

## Folgen
In den darauf folgenden Tagen verlegte Graf von Wartensleben seine Hauptverteidigungslinie weiter südlich nach Forchheim und ließ Stellungen an der Regnitzfurt bei Sassanfahrt sowie fünf Infanteriebataillone und 22 Kavallerieschwadronen des Generals Kray entlang der Linie Weppersdorf und Willersdorf etwa zehn Kilometer nördlich von Forchheim entlang der Aisch vorlagern.
Die rechte Front der Österreicher bildete der Fluss Wiesent, an dem Einheiten in Stellung gingen. Die gesamte Front verlief nun von Neustadt und Höchstadt an der Aisch über die Festung Forchheim in östlicher Richtung und reichte bis nach Ebermannstadt.
Wartensleben hatte Befehl den Vormarsch der Franzosen zu verzögern und sich mit der Armee von Erzherzog Karl zu vereinen, die sich bereits am 5. August 1796 etwa 100 Kilometer südlich von Forchheim im Anmarsch befand. Da auf französischer Seite zwischenzeitlich der Oberbefehlshaber General Jourdan in Bamberg erkrankte, übernahm General Kleber kurzzeitig das Kommando der Sambre-Maas-Armee.

## Gefecht von Forchheim
Die Armee Wartensleben war durch die Stellung mit Forchheim in der Mitte und somit durch den Fluss Regnitz zwar in zwei Flügel geteilt, jedoch nutzte Kleber die Chance nicht, die feindlichen Flügel getrennt voneinander anzugreifen, und ließ daher allgemein, auf breiter Front, um sieben Uhr am 7. August gegen Forchheim vorrücken. Die französische Armee ging entlang beider Regnitzufer vor. General Lefebvre sendete auf der linken Seite ein Kommando über die Berge der Fränkischen Schweiz ins Wiesenttal und bedrängte erfolgreich den rechten Flügel der Österreicher.
General Collaud leitete den Vormarsch auf der französisch rechten Seite, seine Vorhut wurde von Generaladjutant Ney geführt, dessen Einheiten bald in Gefechten mit überlegenen österreichischen stand. Ney konnte mit Verstärkungen seine Position halten und wurde nach dem Kampf wegen seiner Leistung zum Brigadegeneral befördert.
General Greniers Einheiten drängten die Österreicher unter FMl Kray über die Aisch zurück und konnten sich mit den Einheiten Championnets vereinigen und noch mehr Druck ausüben.
Als General Bernadotte bei Höchstadt an der Aisch noch mit seiner Kavallerie die Positionen Krays umging, musste dieser südöstlich bei Hausen über die Regnitz zurückweichen. Da nun auch die Positionen der rechten österreichischen Seite nicht nur Gefahr liefen in Unterzahl zu geraten, sondern auch ebenfalls überflügelt zu werden, gab FZM Wartensleben seine Stellungen und somit Forchheim auf und ließ die Gefechte abbrechen. Die Österreichische Armee zog sich nun rasch in Richtung der Reichsstadt Nürnberg zurück.

## Folgen
Bei Eintreffen der Franzosen in Forchheim ergab sich die Festungsgarnision nach deren ersten Aufforderung und die Armee erbeutete zudem sechzig Kanonen der Festung.
Am 17. August lieferte sich bei Sulzbach-Rosenberg die Sambre-Maas-Armee eine weitere Schlacht mit den zurückweichenden österreichischen Truppen, aus der sich Wartensleben erneut zurückziehen musste, um sich dann am 22. August erfolgreich mit den kaiserlich-österreichischen Streitkräften von Erzherzog Karl zu vereinen. So erfolgte die Schlacht bei Amberg (24. August) und die Wende im Krieg in der Oberpfalz und in Franken.
Mit „BAMBERG“ befindet sich eine Inschrift am „Pilier NORD“ der geführten 128 Schlachten der französischen Armeen für die Republik und das Kaiserreich am Arc de Triomphe in Paris.